# Алсвотер
Алсвотер (англ. Ullswater) — озеро в графстві Камбрія, друге за величиною озеро на території національного парку Лейк-Дистрикт (Озерний край). Довжина озера — близько 11 км, ширина — близько 1 км, площа — 8,91 км², максимальна глибина — трохи більше 60 метрів (197 футів). Утворене льодовиком в Останній льодовиковий період.

## Географія
Озеро лежить на території національного парку Лейк-Дистрикт. Його довжина — близько 11 км, ширина — близько 1 км, площа — 8,91 км², середня глибина — 25,3 м, максимальна глибина — трохи більше 60 метрів (197 футів). Площа водозбірного басейну — 145,5 км². Алсвотер є другим за величиною озером Камбрії, а також другим за величиною природним озером Англії.
Це типове вузьке «стрічкове озеро» Озерного краю, утворене трьома льодовиками в Останній льодовиковий період. Озеро, яке має форму розтягнутої літери Z із трьома частинами різної довжини, лежить між пагорбами. Більшою частиною довжини озера раніше проходив кордон між історичними графствами Камберленд і Вестморленд.
У південній частині озера лежить острів Норфолк.
Поблизу західного берега озера є водоспад Ейра-Форс.

## Поселення

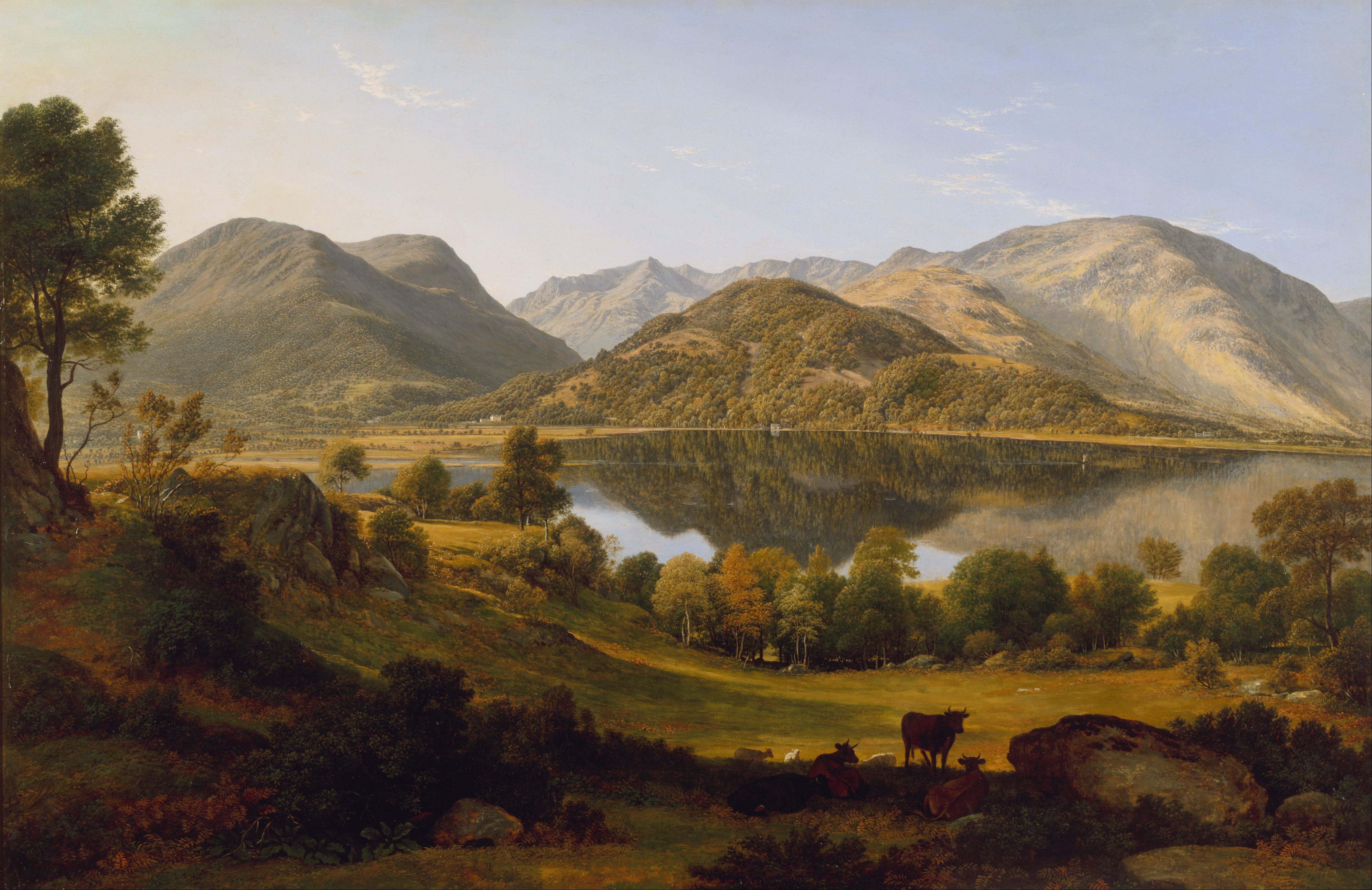
Джон Гловер «Алсвотер. Рано вранці» (бл. 1824; Художня галерея Нового Південного Уельсу)

На південному краю озера лежить село Гленріддінг, на північному — Пулі-Бридж, інші села й хутори на озері: Говтаун, Сендвік і Вотерміллок.
З озера відкривається вид на пагорб Данмаллард (або Данмаллет), на якому було городище часів Залізної доби.

## У культурі
Прогулянка із сестрою Дороті берегом озера у квітні 1802 року надихнула англійського поета-романтика Вільяма Вордсворта на написання вірша «Нарциси». Також відомі слова Вордсворта про «Алсвотер як, мабуть, загалом найбільш вдале поєднання краси й величі, яке дає яке-небудь із озер».

## Галерея

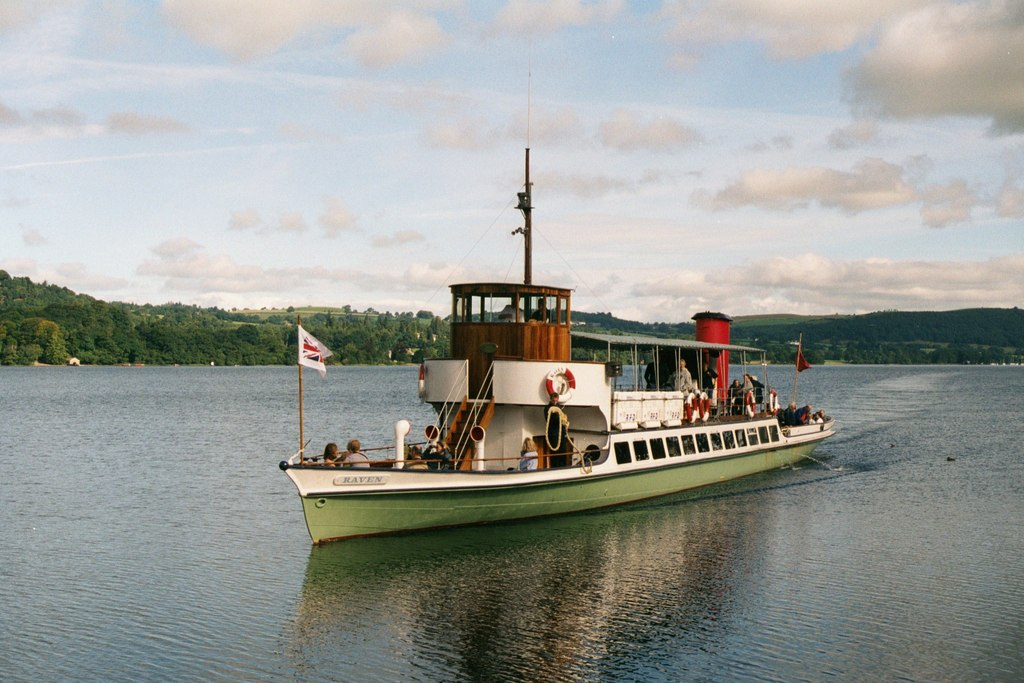
Пароплав «Равен» на озері (листопад 2001)
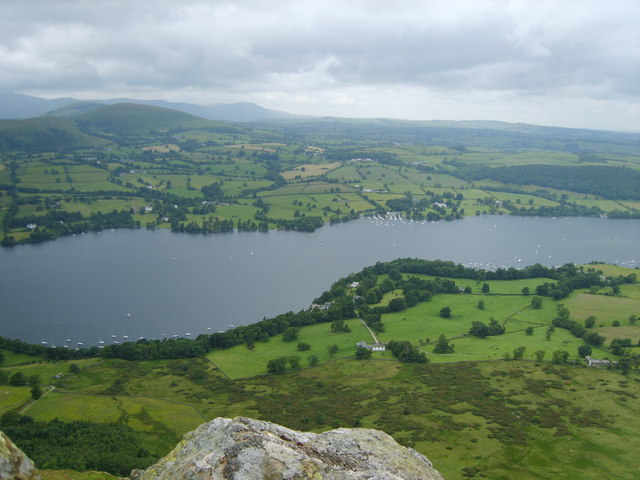
Вид на озеро (червень 2008)
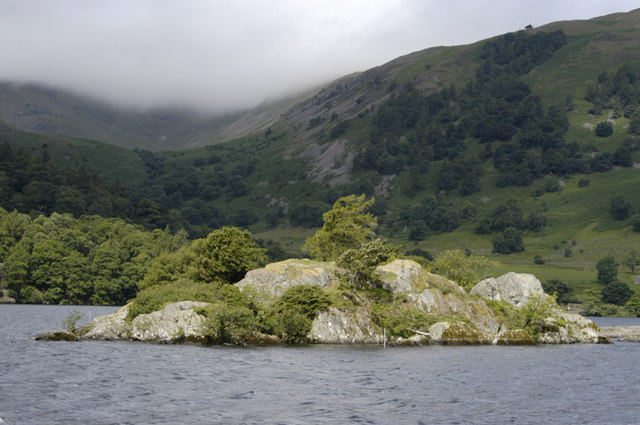
Острів Норфолк (липень 2008)